# NGC 7553
NGC 7553 في الفهرس العام الجديد، هي مجرة، تقع في كوكبة الفرس الأعظم. اكتشفت في 2 نوفمبر 1850 بواسطة ويليام بارسونز.

## روابط خارجية
- NGC 7553 على موقع ويكي سكاي: DSS2, SDSS, GALEX, IRAS, Hydrogen α, X-Ray, Astrophoto, Sky Map, Articles and images